# Championnat du Mozambique de football 2008
Navigation
Saison 2007 Saison 2009
La saison 2008 du Championnat du Mozambique de football est la trente-deuxième édition du championnat de première division au Mozambique. Les quatorze meilleurs clubs du pays sont regroupés au sein d'une poule unique où ils s'affrontent deux fois, à domicile et à l'extérieur. En fin de saison, les trois derniers sont relégués et remplacés par les trois meilleurs clubs de deuxième division.
C'est le Clube Ferroviario de Maputo qui remporte le championnat cette saison après avoir terminé en tête du classement final, avec cinq points d'avance sur l'un des promus, le Clube Atlético Muçulmano da Matola et douze sur le Clube Ferroviário da Beira. C'est le huitième titre de champion du Mozambique de l'histoire du club.

## Les clubs participants
| - CD Costa do Sol - CD Maxaquene - Chingale de Tete - Clube Ferroviario de Maputo - Clube Ferroviário de Pemba - Promu de D2 - Textáfrica do Chimoio - Promu de D2 - FC Lichinga | - Clube Ferroviario de Nampula - Clube Atlético Muçulmano da Matola - Promu de D2 - Clube Ferroviário da Beira - Liga Desportivo Muçulmana de Maputo - Grupo Desportivo de Maputo - Estrela Vermelha de Maputo - Benfica de Macúti |

## Compétition

### Classement
Le barème utilisé pour établir le classement est le suivant :
- Victoire : 3 points
- Match nul : 1 point
- Défaite, forfait ou abandon : 0 point

| Rang | Équipe                                 | Pts | J  | G  | N  | P  | Bp | Bc | Diff |
| ---- | -------------------------------------- | --- | -- | -- | -- | -- | -- | -- | ---- |
| 1    | Clube Ferroviário de Maputo            | 56  | 26 | 16 | 8  | 2  | 53 | 15 | +38  |
| 2    | Clube Atlético Muçulmano da Matola'P'C | 51  | 26 | 14 | 9  | 3  | 30 | 11 | +19  |
| 3    | Clube Ferroviário da Beira             | 44  | 26 | 12 | 8  | 6  | 25 | 21 | +4   |
| 4    | Liga Desportivo Muçulmana de Maputo    | 43  | 26 | 11 | 10 | 5  | 32 | 23 | +9   |
| 5    | FC Lichinga                            | 43  | 26 | 11 | 10 | 5  | 20 | 16 | +4   |
| 6    | CD Costa do SolT                       | 42  | 26 | 12 | 6  | 8  | 30 | 22 | +8   |
| 7    | Chingale de Tete                       | 38  | 26 | 9  | 11 | 6  | 21 | 21 | 0    |
| 8    | Clube Ferroviário de Nampula           | 36  | 26 | 9  | 9  | 8  | 16 | 13 | +3   |
| 9    | Grupo Desportivo de Maputo             | 30  | 26 | 7  | 9  | 10 | 20 | 20 | 0    |
| 10   | CD Maxaquene                           | 30  | 26 | 6  | 12 | 8  | 20 | 22 | -2   |
| 11   | Textáfrica do ChimoioP                 | 23  | 26 | 4  | 11 | 11 | 16 | 27 | -11  |
| 12   | Estrela Vermelha de Maputo             | 19  | 26 | 4  | 7  | 15 | 11 | 29 | -18  |
| 13   | Clube Ferroviário de PembaP            | 19  | 26 | 3  | 10 | 13 | 18 | 38 | -20  |
| 14   | Benfica de Macúti                      | 10  | 26 | 2  | 4  | 20 | 14 | 48 | -34  |

|  | Qualification pour la Ligue des champions de la CAF 2009                                        |
|  | Qualification pour la Coupe de la confédération 2009                                            |
|  | Relégation directe en deuxième division                                                         |
|  | T : Tenant du titre C : Vainqueur de la Coupe du Mozambique P : Club promu de deuxième division |

## Bilan de la saison
| Championnat du Mozambique de football 2008                             |                                        |
| Champion                                                               | Clube Ferroviário de Maputo (9e titre) |
| Coupes et trophées                                                     |                                        |
| Vainqueur de la Coupe du Mozambique 2008                               | Clube Atlético Muçulmano da Matola     |
| Qualifications continentales                                           |                                        |
| Ligue des champions de la CAF 2009                                     | Clube Ferroviário de Maputo            |
| Coupe de la confédération 2009                                         | Clube Atlético Muçulmano da Matola     |
| Coupe de la confédération 2009                                         | Clube Ferroviário de Nampula           |
| Promotions et relégations                                              |                                        |
| Promus en Moçambola                                                    | Clube Ferroviário de Nacala            |
| Promus en Moçambola                                                    | CD Matchedje                           |
| Promus en Moçambola                                                    | GD HCB de Songo                        |
| Relégués en Championnat du Mozambique de football de deuxième division | Estrela Vermelha de Maputo             |
| Relégués en Championnat du Mozambique de football de deuxième division | Clube Ferroviário de Pemba             |
| Relégués en Championnat du Mozambique de football de deuxième division | Benfica de Macúti                      |